# Alpesisí az 1998. évi téli olimpiai játékokon
Az 1998. évi téli olimpiai játékokon az alpesisí versenyszámait a Hakuba és a Shiga Kogen-hegyen rendezték február 10. és 21. között.

## Éremtáblázat
(Az egyes számoszlopok legmagasabb értéke, vagy értékei vastagítással kiemelve.)
| Az 1998. évi téli olimpiai játékok éremtáblázata alpesisíben | Az 1998. évi téli olimpiai játékok éremtáblázata alpesisíben | Az 1998. évi téli olimpiai játékok éremtáblázata alpesisíben | Az 1998. évi téli olimpiai játékok éremtáblázata alpesisíben | Az 1998. évi téli olimpiai játékok éremtáblázata alpesisíben | Olimpia  |
| ------------------------------------------------------------ | ------------------------------------------------------------ | ------------------------------------------------------------ | ------------------------------------------------------------ | ------------------------------------------------------------ | -------- |
|                                                              | Ország                                                       | Arany                                                        | Ezüst                                                        | Bronz                                                        | Összesen |
| 1.                                                           | Ausztria (AUT)                                               | 3                                                            | 4                                                            | 4                                                            | 11       |
| 2.                                                           | Németország (GER)                                            | 3                                                            | 1                                                            | 2                                                            | 6        |
| 3.                                                           | Norvégia (NOR)                                               | 1                                                            | 3                                                            | 0                                                            | 4        |
| 4.                                                           | Olaszország (ITA)                                            | 1                                                            | 1                                                            | 0                                                            | 2        |
| 5.                                                           | Franciaország (FRA)                                          | 1                                                            | 0                                                            | 1                                                            | 2        |
| 6.                                                           | Egyesült Államok (USA)                                       | 1                                                            | 0                                                            | 0                                                            | 1        |
|                                                              |                                                              |                                                              |                                                              |                                                              |          |
| 7.                                                           | Svájc (SUI)                                                  | 0                                                            | 1                                                            | 1                                                            | 2        |
| 8.                                                           | Svédország (SWE)                                             | 0                                                            | 1                                                            | 0                                                            | 1        |
|                                                              |                                                              |                                                              |                                                              |                                                              |          |
| 9.                                                           | Ausztrália (AUS)                                             | 0                                                            | 0                                                            | 1                                                            | 1        |
|                                                              |                                                              |                                                              |                                                              |                                                              |          |
| Összesen                                                     | Összesen                                                     | 10                                                           | 11                                                           | 9                                                            | 30       |

## Érmesek

### Férfi
| Az 1998. évi téli olimpiai játékok érmesei férfi alpesisíben |                                        |         |                                        |         |                                    |         |
| Versenyszám                                                  | Arany                                  | Arany   | Ezüst                                  | Ezüst   | Bronz                              | Bronz   |
| Összetett                                                    | Mario Reiter · Ausztria (AUT)          | 3:08,06 | Lasse Kjus · Norvégia (NOR)            | 3:08,65 | Christian Mayer · Ausztria (AUT)   | 3:10,11 |
| Lesiklás                                                     | Jean-Luc Crétier · Franciaország (FRA) | 1:50,11 | Lasse Kjus · Norvégia (NOR)            | 1:50,51 | Hannes Trinkl · Ausztria (AUT)     | 1:50,63 |
| Műlesiklás                                                   | Hans Petter Buraas · Norvégia (NOR)    | 1:49,31 | Ole Kristian Furuseth · Norvégia (NOR) | 1:50,64 | Thomas Sykora · Ausztria (AUT)     | 1:50,68 |
| Óriás-műlesiklás                                             | Hermann Maier · Ausztria (AUT)         | 2:38,51 | Stephan Eberharter · Ausztria (AUT)    | 2:39,36 | Michael von Grünigen · Svájc (SUI) | 2:39,69 |
| Szuperóriás-műlesiklás                                       | Hermann Maier · Ausztria (AUT)         | 1:34,82 | Didier Cuche · Svájc (SUI)             | 1:35,43 | nem adták ki                       |         |
| Szuperóriás-műlesiklás                                       | Hermann Maier · Ausztria (AUT)         | 1:34,82 | Hans Knauß · Ausztria (AUT)            | 1:35,43 | nem adták ki                       |         |

### Női
| Az 1998. évi téli olimpiai játékok érmesei női alpesisíben |                                        |         |                                        |         |                                        |         |
| Versenyszám                                                | Arany                                  | Arany   | Ezüst                                  | Ezüst   | Bronz                                  | Bronz   |
| Összetett                                                  | Katja Seizinger · Németország (GER)    | 2:40,74 | Martina Ertl-Renz · Németország (GER)  | 2:40,92 | Hilde Gerg · Németország (GER)         | 2:41,50 |
| Lesiklás                                                   | Katja Seizinger · Németország (GER)    | 1:28,89 | Pernilla Wiberg · Svédország (SWE)     | 1:29,18 | Florence Masnada · Franciaország (FRA) | 1:29,37 |
| Műlesiklás                                                 | Hilde Gerg · Németország (GER)         | 1:32,40 | Deborah Compagnoni · Olaszország (ITA) | 1:32,46 | Zali Steggall · Ausztrália (AUS)       | 1:32,67 |
| Óriás-műlesiklás                                           | Deborah Compagnoni · Olaszország (ITA) | 2:50,59 | Alexandra Meissnitzer · Ausztria (AUT) | 2:52,39 | Katja Seizinger · Németország (GER)    | 2:52,61 |
| Szuperóriás-műlesiklás                                     | Picabo Street · Egyesült Államok (USA) | 1:18,02 | Michaela Dorfmeister · Ausztria (AUT)  | 1:18,03 | Alexandra Meissnitzer · Ausztria (AUT) | 1:18,09 |